# Harpactea chaniaensis
Espèce
Harpactea chaniaensis est une espèce d'araignées aranéomorphes de la famille des Dysderidae.

## Distribution
Cette espèce est endémique de Crète en Grèce. Elle se rencontre vers La Canée.

## Description
Les mâles mesurent de 4,0 à 4,5 mm

## Systématique et taxinomie
Cette espèce a été décrite par Bosmans en 2023.

## Étymologie
Son nom d'espèce, composé de chania et du suffixe latin -ensis, « qui vit dans, qui habite », lui a été donné en référence au lieu de sa découverte, La Canée.

## Publication originale
- Bosmans, 2023 : « New or rare spiders from Crete (Araneae: Agelenidae, Dysderidae, Liocranidae, Salticidae), with the description of a new genus in the Agelenidae. » Journal of the Belgian Arachnological Society, vol. 38, no 1, p. 17-38.